# Крошнер, Михаил Ефимович
Михаил Ефимович (Моисей Хаймович) Крошнер (1900, Киев — 28 июля 1942, Минск) — советский композитор. Заслуженный артист Белорусской ССР (1940).

## Биография
В 1918—1921 гг. учился в Киевской консерватории как пианист у Владимира Пухальского и Феликса Блуменфельда. Затем до 1931 года работал в концертных организациях и театрах Киева и Москвы. Поступил в Свердловскую консерваторию в класс композиции Василия Золотарёва, в 1932 г. вслед за своим наставником переехал в Минск и окончил в 1937 году Белорусскую консерваторию (первый в Минске выпуск по композиторской специальности).
В 1933—1938 годах работал в Государственном театре оперы и балета Белорусской ССР.
Наиболее известен как создатель первого национального белорусского балета «Соловей» (по повести Змитрока Бядули). В 1939 году балет «Соловей» поставлен в Одесском театре оперы и балета, затем в Большом театре БССР — этим спектаклем 11 мая 1939 года открылось новое здание театра. Минская постановка с участием Семёна Дречина, Ивана Курилова и Александры Николаевой была в 1940 г. показана в Москве в рамках Декады белорусского искусства в присутствии И. В. Сталина и других советских руководителей. Написал также музыку к спектаклю «Два недотёпы» (идиш Цвей кунимлех‎) по пьесе Абрама Гольдфадена в Государственном еврейском театре БССР (1940), сюиту «Белорусские симфонические танцы» (1937), струнный квартет, ряд романсов на стихи А. С. Пушкина и М. Ю. Лермонтова.
Член Союза композиторов БССР (1938). Орден Трудового Красного Знамени (20.06.1940, за выдающиеся заслуги в деле развития белорусского театрального и музыкального искусства).
Погиб в Минском гетто, бо́льшая часть сочинений утрачена.